# Resonance
A Resonance Jordan Rudess 1999-ben megjelent szólólemeze, mely az 1997-es Secrets of the Muse, és a 2002-es 4NYC valamint Christmas Sky albumokhoz hasonlóan szintetizátor improvizációkat tartalmaz. Az album a Magna Carta kiadásában jelent meg.

## Számlista
A dalokat Jordan Rudess írta.
1. Resonance – 9:55
2. Timeline – 10:27
3. Flying – 10:45
4. Catharsis – 5:15
5. Tears – 4:09

## Közreműködők
- Jordan Rudess – zongora, szintetizátor